# Kagoro (langue du Mali)
Pour les articles homonymes, voir Kagoro.
Le kagoro ou kakolo, est une langue mandingue d'Afrique de l'Ouest parlée au Mali. Elle est menacée de disparition et est progressivement remplacée par le bambara.